# Rejon nadwórniański (do 2020)
Rejon nadwórniański – rejon w składzie obwodu iwanofrankowskiego.
Został utworzony w 1939, jego powierzchnia wynosi 1293 km², a ludność liczy 113 600 osób. Władze rejonu znajdują się w miejscowości Nadwórna.

## Spis miejscowości
- Biłozoryny (Білозорина)
- Bitków (Битків)
- Buchtowiec (Букове)
- Cucyłów (Цуцилів)
- Czernik (Черник)
- Delatyn (Делятин)
- Dobrotów (Добротів)
- Fitków (Фітьків)
- Glinki (Глинки)
- Hawryłówka (Гаврилівка)
- Hwozd (Гвізд)
- Kamienna (Камінне)
- Kłempusze (Климпуші)
- Krasna (Красна)
- Kubajówka (Кубаївка)
- Łanczyn (Ланчин)
- Łojowa (Лоєва)
- Majdan Górny (Верхній Майдан)
- Majdan Średni
- Maksymiec (Максимець)
- Mielnik (Млини)
- Mołotków (Молодків)
- Mozołówka (Мозолівка)
- Myrne (Мирне)
- Nadwórna (Надвірна)
- Nazawizów (Назавизів)
- Osławy Białe (Білі Ослави)
- Osławy Czarne (Чорні Ослави)
- Paryszcze (Парище)
- Pasieczna (Пасічна)
- Pniów (Пнів)
- Postajaka (Постоята)
- Potok Czarny (Чорний Потік)
- Pryczół (Причіл)
- Przerośl (Перерісль)
- Rafajłowa (Bystrzyca, Бистриця)
- Sadzawka (Саджавка)
- Sokołowica (Соколовиця)
- Strymba (Стримба)
- Tarnowica Leśna (Лісна Тарновиця)
- Tyśmieniczany (Тисменичани)
- Weleśnica Leśna (Лісна Велесниця)
- Wiśniowce (Вишнівці)
- Wołosów (Волосів)
- Zarzecze (Заріччя)
- Zhary (Згари)
- Zielona (Зелена)
- miasto wydzielone Jaremcze:
  - Jabłonica (Яблуниця)
  - Polanica (Поляниця)
  - Mikuliczyn (Микуличин)
  - Tatarów (Татарів)
  - Worochta (Ворохта)
  - Woronienka (Вороненко)